# Філатов Луг (станція метро)
55°36′04″ пн. ш. 37°24′27″ сх. д. / 55.60111° пн. ш. 37.40750° сх. д.
Філатов Луг (рос. Филатов луг) — станція Сокольницької лінії Московського метрополітену відкрита 20 червня 2019 року у складі черги «Салар'єво» — «Комунарка». Розташована за МКАД між станціями «Салар'єво» та «Прокшино», у Новомосковському адміністративному окрузі Москви.

## Технічна характеристика
Наземна крита однопрогінна станція з однією прямою острівною платформою.

## Колійний розвиток
Станція без колійного розвитку.

## Архітектура і оформлення
Дизайн станції виконано за архітектурними формами старовинних залізничних станцій і вокзалів: станція Ватерлоо (Лондон 1848 г.), Пенсильванський вокзал (Нью-Йорк, 1910 г.) і Київський вокзал (Москва, 1918 р.). Перони станції оздоблено у білій гамі, а виходи і каси прикрашені яскраво-червоними і жовтими елементами.. Платформи зроблено закритими, а стіни виконані з прозорого скла. Висота стельового простору — близько 10-ти метрів.

## Пересадки
- Автобуси: 189, 272, 472, 866, 876